# British Independent Film Awards 2017

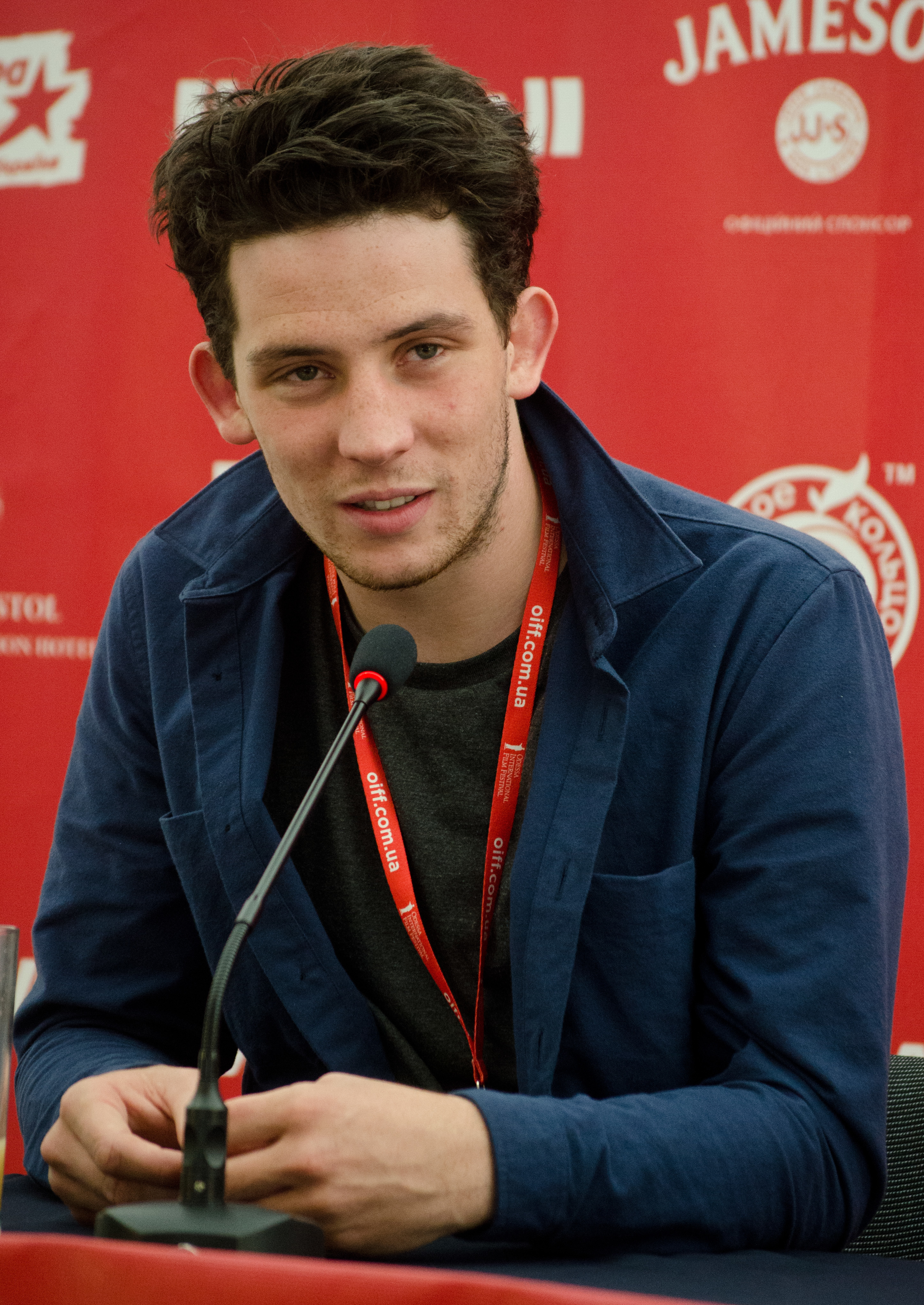
Josh O'Connor vítěz v kategorii nejlepší herec v hlavní roli

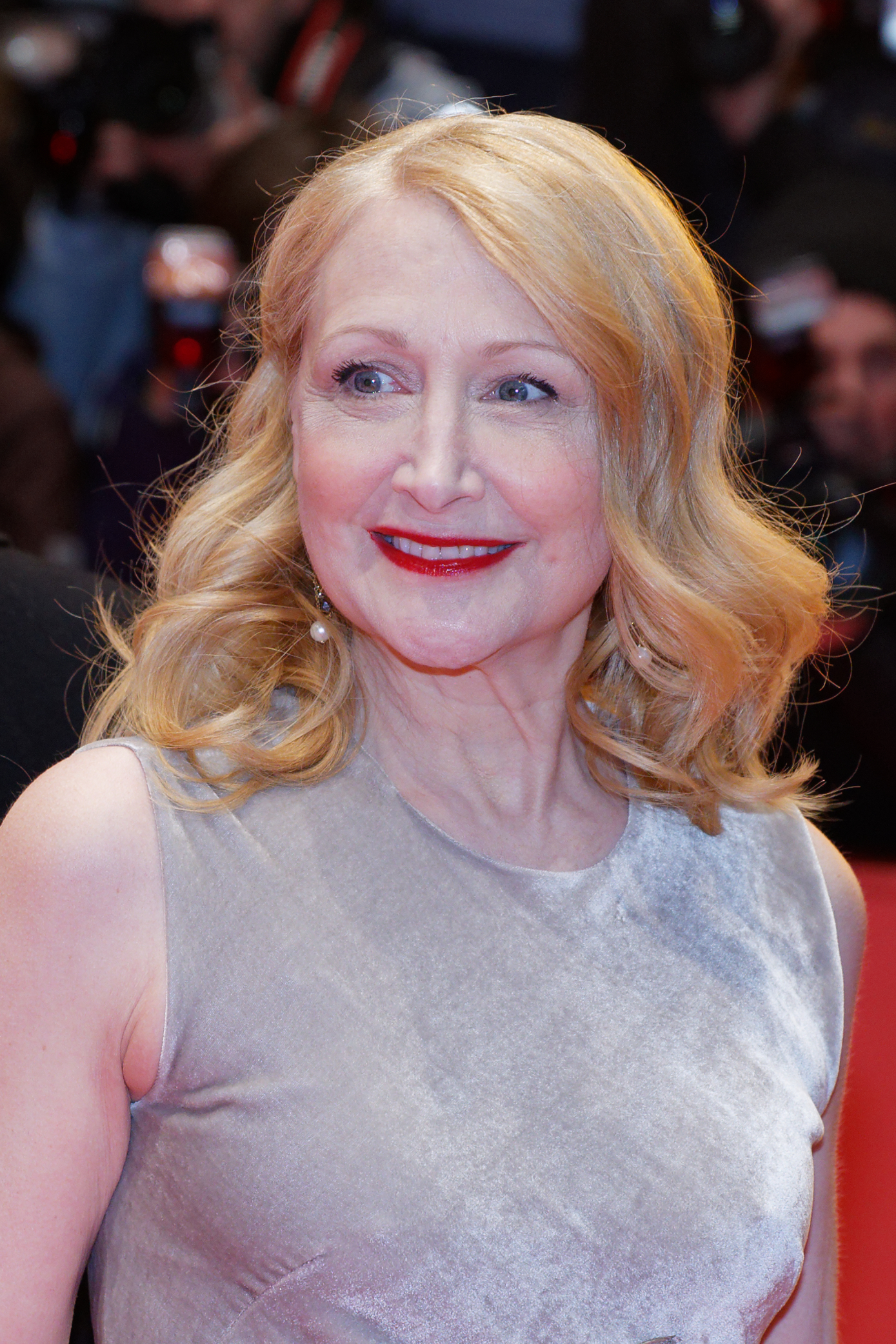
Patricia Clarkson vítězka v kategorii nejlepší herečka ve vedlejší roli

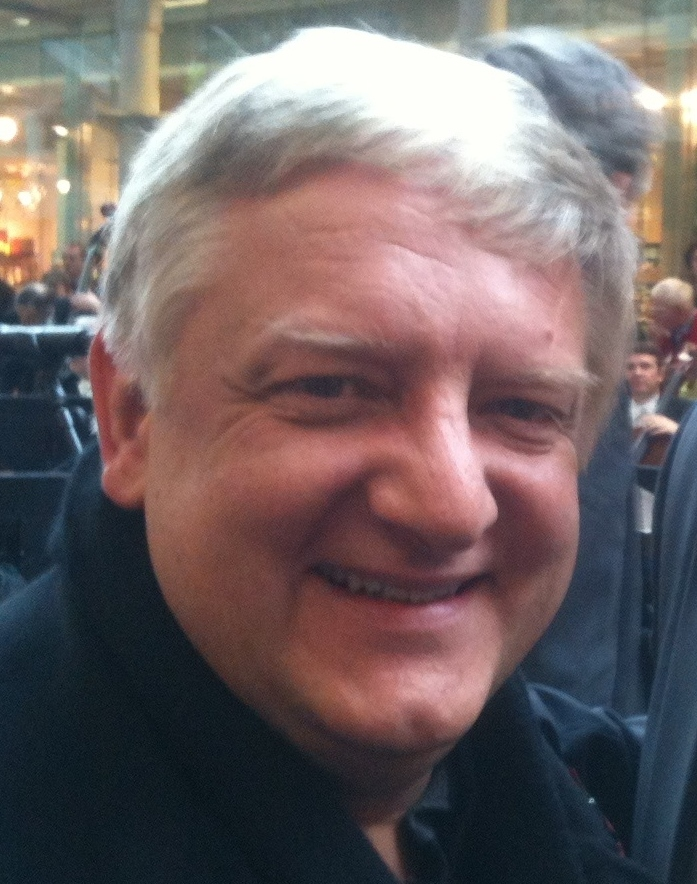
Simon Russell Beale vítěz v kategorii nejlepší herec ve vedlejší roli

20. ročník předávání cen British Independent Film Awards se konal dne 10. prosince 2017. Nominace byly oznámeny dne 1. listopadu 2017.

## Vítězové a nominovaní

### Nejlepší film
Na konci světa
- Tři billboardy kousek za Ebbingem
- Ztratili jsme Stalina
- Nejsem čarodějnice!
- Lady Macbeth

### Nejlepší režisér
Rungano Nyoni – Nejsem čarodějnice!
- Armando Iannucci – Ztratili jsme Stalina
- Francis Lee – Na konci světa
- Martin McDonagh – Tři billboardy kousek za Ebbingem
- William Oldroyd – Lady Macbeth

### Nejlepší scénář
Alice Birch – Lady Macbeth
- Armando Iannucci, David Schneider a Ian Martin – Ztratili jsme Stalina
- Francis Lee – Na konci světa
- Rungano Nyoni – Nejsem čarodějnice!
- Martin McDonagh – Tři billboardy kousek za Ebbingem

### Nejlepší herec v hlavní roli
Josh O'Connor – Na konci světa
- Jamie Bell – Hvězdy neumírají v Liverpoolu
- Paddy Considine – Journeyman
- Johnny Harris – Jawbone
- Alec Secareanu – Na konci světa

### Nejlepší herečka v hlavní roli
Florence Pughová – Lady Macbeth
- Emily Beecham – Daphne
- Frances McDormandová – Tři billboardy kousek za Ebbingem
- Margaret Mulubwa – Nejsem čarodějnice!
- Ruth Wilson – Dark River

### Nejlepší herec ve vedlejší roli
Simon Russell Beale – Ztratili jsme Stalina
- Steve Buscemi – Ztratili jsme Stalina
- Woody Harrelson – Tři billboardy kousek za Ebbingem
- Ian Hart – Na konci světa
- Sam Rockwell – Tři billboardy kousek za Ebbingem

### Nejlepší herečka ve vedlejší roli
Patricia Clarkson – Večírek
- Naomi Ackie – Lady Macbeth
- Kelly Macdonaldová – Sbohem Kryštůfku Robine
- Andrea Riseborough – Ztratili jsme Stalina
- Julie Waltersová – Hvězdy neumírají v Liverpoolu

### Nejlepší dokument
Almost Heaven
- Halfway
- Kingdom of Us
- Uncle Howard
- Williams

### Nejlepší nezávislý cizojazyčný film
Uteč
- The Florida Project
- Nejsem žádný tvůj negr
- Nemilovaní
- Čtverec

### Nejlepší kamera
Ari Wegner – Lady Macbeth
- David Gallego – Nejsem čarodějnice!
- Tat Radcliffe – Jawbone
- Thomas Riedelsheimer – Leaning Into the Wind: Andy Goldworthy
- Ben Davis – Tři billboardy kousek za Ebbingem

### Nejlepší střih
Jon Gregory – Tři billboardy kousek za Ebbingem
- Peter Lambert – Ztratili jsme Stalina
- David Charap – Jawbone
- Joe Martin – Us and Them
- Johnny Burke – Williams

### Nejlepší vizuální efekty
- Nick Allder a Ben White – The Ritual
- Effects tým – Ztratili jsme Stalina
- Dan Martin – Dvojitý rande
- Luke Dodd – Journeyman
- Chris Reynolds – Jejich nejlepší hodina a půl

### Nejlepší výprava
Cristina Casali – Ztratili jsme Stalina
- Eve Stewart – Hvězdy neumírají v Liverpoolu
- James Merifield – Final Portrait
- Nathan Parker – Nejsem čarodějnice!
- Jacqueline Abrahams – Lady Macbeth

### Nejlepší skladatel
Carter Burwell – Tři billboardy kousek za Ebbingem
- Christopher Willis – Ztratili jsme Stalina
- Matt Kelly – Nejsem čarodějnice!
- Paul Weller – Jawbone
- Fred Frith – Leaning Into the Wind: Andy Goldworthy

### Nejlepší zvuk
Anna Bertmark – Na konci světa
- Sound tým – Nádech pro lásku
- Maiken Hansen – Nejsem čarodějnice!
- Andy Shelley a Steve Griffiths – Jawbone
- Joakim Sundström – Tři billboardy kousek za Ebbingem

### Nejlepší nováček
Naomi Ackie – Lady Macbeth
- Harry Gilby – Jsem Charlie!
- Cosmo Jarvis – Lady Macbeth
- Harry Michell – Chubby Funny
- Lily Newmark – Jehelníček

### Nejlepší kostýmy
Holly Waddington – Lady Macbeth
- Suzie Harman – Ztratili jsme Stalina
- Sandy Powell – Jak balit holky na mejdanech
- Holly Rebecca – Nejsem čarodějnice!
- Dinah Collin– Moje sestřenice Rachel

### Nejlepší masky
Nicole Stafford – Ztratili jsme Stalina
- Jan Sewell – Nádech pro lásku
- Julene Paton – Nejsem čarodějnice!
- Nadia Stacey – Journeyman
- Sian Wilson – Lady Macbeth

### Nejlepší debutový režisér
Rungano Nyoni – Nejsem čarodějnice!
- Deborah Haywood – Jehelníček
- Francis Lee – Na konci světa
- Thomas Napper – Jawbone
- William Oldroyd – Lady Macbeth

### Nejlepší debutový scénář
Francis Lee – Na konci světa
- Rungano Nyoni – Nejsem čarodějnice!
- Johnny Harris – Jawbone
- Alice Birch – Lady Macbeth
- Gaby Chiappe – Jejich nejlepší hodina a půl

### Objev roku – producent
Emily Morgan – Nejsem čarodějnice!
- Brendan Mullin a Katy Jackson – Bad Day for the Cut
- Jack Tarling a Manon Ardisson – Na konci světa
- Fodhla Cronin O'Reilly – Lady Macbeth
- Gavin Humphries – Jehelníček

### Discovery Award
- Even When I Fall
- Halfway
- In Another Life
- Isolani
- Moje země

### Nejlepší casting
Sarah Crowe – Ztratili jsme Stalina
- Debbie McWilliams – Hvězdy neumírají v Liverpoolu
- Shaheen Baig a Layla Merrick-Wolf – Na konci světa
- Shaheen Baig – Lady Macbeth
- Sarah Halley Finn – Tři billboardy kousek za Ebbingem